# IC 2391
IC 2391 је расијано звјездано јато у сазвјежђу Једра које се налази на листи објеката дубоког неба у Индекс каталогу.
Деклинација објекта је - 52° 55' 0" а ректасцензија 8h 40m 18,0s. Привидна величина (магнитуда) објекта IC 2391 износи 2,6. IC 2391 је још познат и под ознакама OCL 767, ESO 165-SC4, Omikron Vel cluster.